# أوسكار زامورا
أوسكار زامورا هو لاعب كرة قاعدة كوبي، ولد في 23 سبتمبر 1944 في كاماغواي في كوبا.

## وصلات خارجية
- أوسكار زامورا على موقعبيزبول رفرنس.كوم (الدوري الرئيسي) (الإنجليزية)
- أوسكار زامورا على موقعبيزبول رفرنس.كوم (الدوري الثانوي) (الإنجليزية)